# Liste von Gewehrgranaten gemäß den Kennblättern fremden Geräts D 50/1

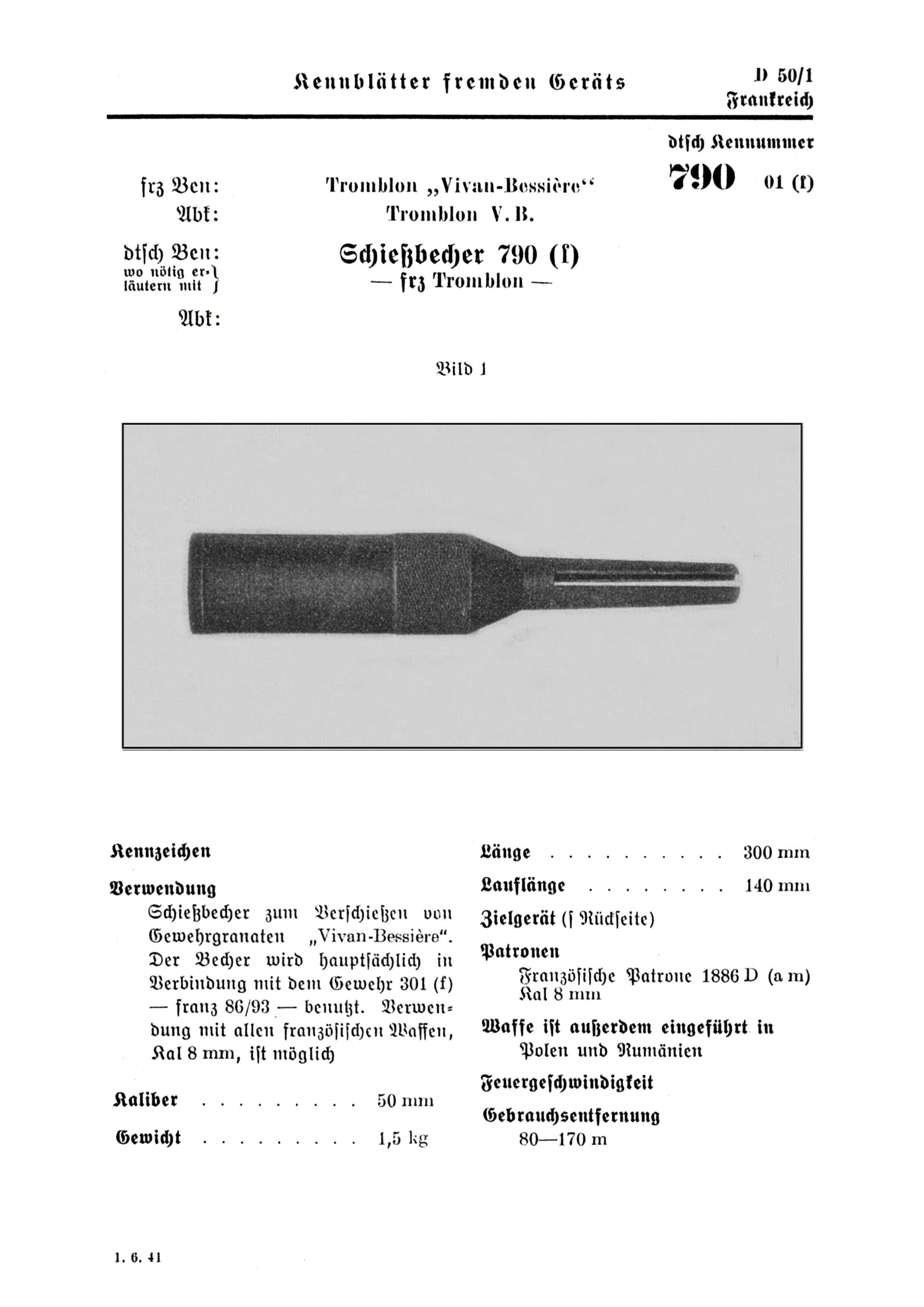
Kennblattbeispiel zu
D 50/1 Nr 790 (f)

In dieser Liste von Gewehrgranaten gemäß den Kennblättern fremden Geräts D 50/1 werden Fremdgeräte vom Typ Gewehrgranate aufgeführt, die vom Heereswaffenamt verzeichnet wurden.
Nachfolgend ein Überblick/Auszug zur offiziellen Dokumentation Kennblätter fremden Geräts D 50/1: Handwaffen.

## Hinweise zur Liste
Aufbau der Tabelle
Untenstehende Tabelle führt folgenden Spalteninhalte:
- dtsch. Kennnr. (deutsche Kenn-Nummer), dies entspricht dem Originalindex in den Kopfzeilen der Kennblätter mit Kennnummer, Stoffgebietenummer und Beutezeichen.
- Abk. dtsch. Ben. (Abkürzung deutsche Benennung), Originalbezeichnung entnommen aus der fünften Zeile der Kennblätter.
- Landesbez. nach HWA (Heereswaffenamt), Originalangaben entnommen aus der ersten Zeile der Kennblätter.
- (Wikipedia-Artikel) Link zum Wikipedia-Artikel in runden Klammern in der zweiten Zeile unter Landesbez. nach HWA.
- Bild, eine Bildauswahl aus Wikipedia für dieses Objekt.
- für, entnommen aus den technischen Angaben der Kennblätter.
- Bemerkungen, Originalangaben entnommen aus den erweiterten Angaben der Kennblätter.

 Info: Die in der Tabelle angegebenen Originaleinträge sollen nicht geändert werden, weil diese den Angaben aus den Kennblättern entsprechen. Nach neuerem Forschungsstand sind teilweise Errata in den Kennblättern erkannt worden. Diese werden unten im Abschnitt Anmerkungen jeweils zur Kenn-Nummer erläutert. Die Wikilinks in den runden Klammern sollten das Lemma der entsprechenden Artikel in Wikipedia enthalten.
| dtsch. Kennnr. | Abk. dtsch. Ben.    | Landesbez.nach HWA (Wikipedia-Artikel)                   | Bild         | für                              | Bemerkungen                                                   |
| -------------- | ------------------- | -------------------------------------------------------- | ------------ | -------------------------------- | ------------------------------------------------------------- |
| 790 01 (f)     | Schießb. 790 (f)    | Tromblon „Vivian-Bessière“ (Viven-Bessières)             |              | G. 301 (f)                       | Verwendung mit anderen französischen Gewehren ab 8 mm möglich |
| 790 01 (f) 21  | Schießb. 790 (f)    | Appareil de pointage et de repèrage Mle 1917 M           | Zielgerät    | G. 301 (f)                       |                                                               |
| 791 01 (r)     | Schießb. 791 (r)    | Granatomet Djakonowa obr 1930 (Granatomjot Djakonowa 30) |              | G. 252 (r) G. 253 (r) G. 254 (r) |                                                               |
| 792 01 (e)     | G. Gr. G. 792 (e)   | Discharger (Discharger)                                  |              | G. 281/2 (e)                     |                                                               |
| 793 01 (e)     | G. Gr. Ger. 793 (e) | Discharger No. 2 Mk I (Discharger No. 2 Mk I)            | Bilderwunsch | G. 282 (e) G. 282/2 (e)          |                                                               |
| 794 01 (a)     | G. Gr. Ger. 794 (a) | Launcher M1 (M1 (Granatwerfer))                          | Bilderwunsch | G. 249 (a)                       |                                                               |
| 795 01 (a)     | G. Gr. Ger. 795 (a) | Launcher M7 (M7 (Granatwerfer))                          |              | G. 251 (a)                       |                                                               |